# 福島県専修学校一覧
福島県専修学校一覧（ふくしまけんせんしゅうがっこういちらん）とは、福島県の専修学校の一覧。

## 公立専修学校
文部科学省Webサイト内「公立専修学校一覧」より

### いわき市
- いわき市医療センター看護専門学校

### 須賀川市
- 公立岩瀬病院附属高等看護学院

### 相馬市
- 相馬看護専門学校

### 西白河郡
- 福島県農業総合センター農業短期大学校

## 私立専修学校
「福島県私立学校名簿（令和6年5月1日現在）」より

### 福島市
- 尚志学園専修学校
- 有朋高等学院
- 飯坂服装専修学校
- 福島技芸専門学校

- 福島看護専門学校
- 大原看護専門学校
- 福島県高等理容美容学院

### 会津若松市
- 会津准看護高等専修学校
- 会津美容高等専修学校AIZUビューティーカレッジ
- 竹田看護専門学校
- 温知会看護学院

- シークドレスメーカー専門学校
- 専修学校城南スクール

### 郡山市
- 今泉服飾専門学校
- ケイセンビジネス公務員カレッジ
- 郡山学院高等専修学校
- 日本調理技術専門学校

- 国際ビジネス公務員大学校
- 国際アート&デザイン大学校
- 国際情報工科自動車大学校
- 国際医療看護福祉大学校

- 国際ビューティ&フード大学校
- 郡山健康科学専門学校
- iキャリア医療福祉専門学校
- 太田看護専門学校

- ポラリス保健看護学院
- 東北歯科専門学校
- 郡山看護専門学校
- 郡山ヘアメイクカレッジ
- 福島医療専門学校

- 東都国際ビジネス専門学校（休校）

### いわき市
- いわき文化服飾専門学校
- 磐城学芸専門学校
- 磐城高等芸術商科総合学園
- 松村看護専門学校
- iwakiヘアメイクアカデミー

### 白河市
- 白河厚生総合病院附属高等看護学院
- 白河医師会白河准看護学院
- しらかわ介護福祉専門学校

### 喜多方市
- 喜多方准看護高等専修学校

### 田村郡
- 福島県理工専門学校